# Zombie-Loan
Zombie Loan (jap. ゾンビローン, Zombi Rōn) ist eine Mangaserie der Zeichnerin Peach-Pit, die von 2003 bis 2011 in Japan erschien. Die Serie dreht sich um ein Mädchen, das den Todeszeitpunkt von anderen Menschen vorhersehen kann, und zwei Jungen, die Zombies jagen. Sie ist in die Genre Action, Abenteuer, Drama, Comedy, Mystery und Shōnen einzuordnen.

## Inhalt
Das Mädchen Michiru Kita (紀多 みちる) besitzt die Augen eines Shinigami. Dadurch kann sie an einem für andere Menschen nicht sichtbaren Ring um den Hals einer jeden Person dessen restliche Lebenszeit ablesen. Dieser Ring wird grau, sobald der Zeitpunkt des Todes entschieden wurde, und je näher der Tod rückt immer dunkler. Ist der Ring schwarz, stirbt die Person.
An ihren Klassenkameraden Chika Akatsuki (赤月 知佳) und Shito Tachibana (橘 思徒) aber sieht Michiru schwarze Ringe, ohne dass sie sterben. So erfährt sie, dass die beiden bei ihrem Tod einen Pakt mit der Firma Zombie-Loan geschlossen haben, sodass sie weiter leben können, dafür aber Zombies jagen müssen. Durch die beiden, die Michikos Fähigkeit für ihre Aufgabe nutzen wollen, gerät auch sie immer wieder in Kämpfe mit Zombies.
Schließlich sagen sich Chika und Shito von Zombie-Loan los, um Shitos Mutter vor der chinesischen Mafia Xu-Fu zu retten. Doch Xu-Fu nimmt Shito, damit in seinem Körper ihr Anführer Lao-Ye weiterleben kann. Schließlich hilft ihnen der Magier Toho, der die Xu-Fu schon lange von Lao-Ye befreien wollte, und beide Jungen kehren wieder zurück.

## Veröffentlichung
Der Manga erschien in Japan von Mai 2003 bis zum 18. Februar 2011 im Magazin GFantasy des Verlags Square Enix. Die Kapitel wurden auch in 13 Sammelbände zusammengefasst.
Eine deutsche Übersetzung erschien zwischen April 2016 und April 2018 komplett bei Egmont Manga. In den USA erscheint der Manga beim Verlag Yen Press, Asuka Comics veröffentlicht die Bände in Frankreich und Sun Ho Culture in Taiwan.

## Anime
2007 produzierte das Studio Xebec eine 13-teilige Anime-Fernsehserie auf Grundlage des Mangas. Regie führte Akira Nishimori, das Konzept entwarf Atsuhiro Tomioka und das Drehbuch schrieb Yuka Yamada. Das Charakterdesign, das sehr nah an der Vorlage ist, stammt von Chiharu Satō und die künstlerische Leitung hatte Norifumi Nakamura inne. Für die Adaption wurde das Erzähltempo im Vergleich zum Manga erhöht. Die Handlung hält sich meist eng an die Vorlage, weicht in Details aber auch ab und weniger wichtige Szenen oder Nebenhandlungsstränge fallen weg.
Die ersten elf Folgen der Serie wurden vom 4. Juli 2007 bis zum 12. September 2007 (jeweils nach Mitternacht und damit am vorherigen Fernsehtag) von TV Asahi in Japan ausgestrahlt. Es folgten Wiederholungen bei AT-X und Animax. Die 12. und 13. Folge wurde nur auf DVD veröffentlicht. Der Anime wurde auch im französischen und spanischen Fernsehen ausgestrahlt und ins Niederländische übersetzt. Eine englische Fassung wurde auf der Plattform Crunchyroll veröffentlicht. Die deutsche Übersetzung erschien 2009 bei Anime-Virtual auf insgesamt 4 DVDs und wurde auf Anime on Demand per Streaming zur Verfügung gestellt.

### Synchronisation
| Rolle           | Japanischer Sprecher (Seiyū) | Deutscher Sprecher |
| --------------- | ---------------------------- | ------------------ |
| Michiru Kita    | Hōko Kuwashima               | Julia Stoepel      |
| Chika Akatsuki  | Ken’ichi Suzumura            | Till Völger        |
| Shito Tachibana | Takahiro Sakurai             | Peter Lontzek      |
| Yuuta           | Chiwa Saitō                  | Silvia Missbach    |
| Reiichiro Shiba | Junichi Suwabe               | Jaron Löwenberg    |
| Koyomi Yoimachi | Kana Ueda                    | Rubina Kuraoka     |

Die deutsche Fassung wurde von TV+Synchron Berlin hergestellt.

### Musik
Die Musik der Serie, komponiert von Hiroyuki Sawano, wird bestimmt von Geigenklängen, sphärischen Frauengesängen und jazzigen Themen für die komischen Szenen. Der Vorspann wurde unterlegt mit dem Lied Ōkami no Nodo von The Birthday, der Abspanntitel ist Chain Ring von MUCC.

## Rezeption
Die Bände verkauften sich in Japan in den ersten Wochen jeweils etwa 30.000 mal. Der Manga, so die deutsche Zeitschrift Animania, hebe sich von anderen Titeln des Genres durch die „kindlich wirkenden, niedlichen Figuren sowie die hübschen Bishonen“ ab. Die Seitenarchitektur sei ungewöhnlich streng und werde nur selten aufgebrochen. Die Anime-Adaption sei mit einer „unterhaltsamen Story und der Auseinandersetzung mit dem Tabuthema Tod“ inhaltlich gelungen. Die Behandlung philosophischer Themen bleibe jedoch ebenso wie die tiefgründige Entwicklung der Charaktere nur kurz und oberflächlich. Manche der komischen Szenen wirkten deplatziert. Die „eigentlich guten Animationen“ lassen in den auch eher seltenen Actionszenen Dynamik vermissen und die Gestaltung der Hintergründe und Kostüme sei einfach und „wenig variantenreich“. Als für den Zuschauer zunächst gewöhnungsbedürftig, aber insgesamt doch gelungen wird die musikalische Untermalung beschrieben. Auch Vor- und Abspannmusik werden gelobt, ebenso wie die deutsche Synchronisation. Insgesamt sei der Anime als „unterhaltsame Mystery-Serie“ den Genre-Fans zu empfehlen – Fans von Zombie-Filmen dagegen eher nicht.